# 张西祥
张西祥（？年—），物理学家，天津大学、巴塞罗那大学校友，现为沙特阿拉伯阿卜杜拉国王科技大学教授、中心实验室主任。
张西祥1983年本科毕业于天津大学物理系磁学实验室，获学士学位。随后，他留在同一实验室继续学业，在1985年获得硕士学位。1992年，他在巴塞罗那大学获得博士学位。
张西祥曾任教于巴塞罗那大学、香港科技大学等高校。2008年，张西祥被聘为沙特阿拉伯阿卜杜拉国王科技大学教授、中心实验室主任。
张西祥曾获中华人民共和国国家自然科学二等奖、北京市科学技术一等奖。2016年，他获增选为美国物理学会会士。
张西祥的学术贡献主要在磁性宏观量子隧道效应、磁性分子共振自旋隧穿、具有大磁熵变的室温磁致冷材料等方面。